# Miramar Rangers Association Football Club
I Miramar Rangers Association Football Club sono una società di calcio neozelandese, con sede a Miramar, nella città di Wellington.

## Palmarès

### Competizioni nazionali
- Campionato neozelandese: 2

2002, 2003
- Campionato Interregionale: 1

2021
- Chatham Cup: 4

1966, 1992, 2004, 2010

### Altri piazzamenti
- Campionato neozelandese:

Secondo posto: 1986, 1991, 1996, 2001